# Hry se švihadlem

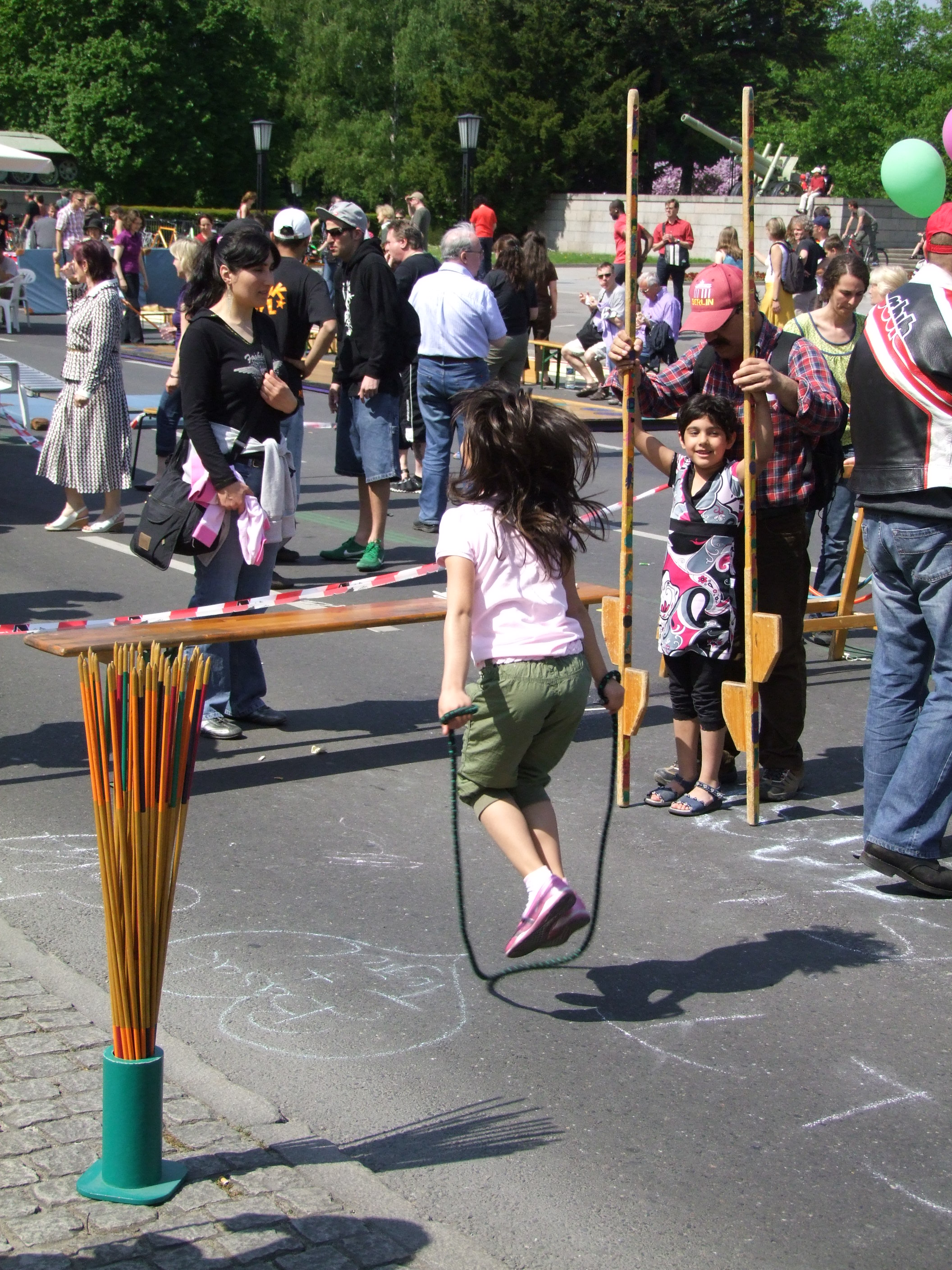
Dívka se švihadlem

Hry se švihadlem jsou zpravidla dětskými hrami, v nichž děti využívají švihadlo k osvojení své obratnosti hravou i soutěžní formou. Oblíbené jsou hlavně děvčaty. 

## Školka se švihadlem
Jedná se zpravidla o deset cviků, které se ve své obtížnosti stupňují. Variant školky (cviků) je více.
Příklad:
- 10krát přeskoč snožmo
- 9krát střídavě pravou a levou nohou
- 8krát přeskok po pravé noze
- 7krát po levé noze
- 6krát snožmo se zkříženýma nohama
- 5krát snožmo s točením švihadla dozadu
- 4krát po pravé noze dozadu
- 3krát po levé noze dozadu
- 2krát střídavě pravá, levá dozadu
- 1krát vajíčko snožmo, ruce jsou před tělem překřížené

## Švihadlová princezna
Princeznou mezi děvčaty se stane ta z nich, která přeskáče točící se švihadlo nejvícekrát bez chyby. Předem se dohodnou, zda přeskakují po jedné či obou nohách.

## Opakovačka
Děti se předem dohodnou své pořadí. První, tedy vyzyvatel pak určí počet i styl přeskoků prvního kola a ihned jej sám absolvuje. Příklad: Desetkrát po levé noze dozadu. Po něm stejný cvik i rozsah odskáče druhý, pak další v pořadí. Kdo udělá chybu, vypadne ze hry. Udělá-li chybu vyzyvatel, vypadne i on a vyzyvatelem se stane další dítě v předem dohodnutém pořadí. 

## Šel medvídek do školky
Jedná se o přeskakování švihadla za doprovodu odříkávané básničky. Styl přeskoku se předem dohodne, přeskočí se při každé liché slabice, za každou řádkou textu se skáče vajíčko.
Tato hra je rozšířena i v dalších zemích světa, říkanky ke švihadlům jsou známy z USA či Francie. 

## Abeceda se švihadlem
Původem ruská dětská hra. Po každém přeskoku předem dohodnutým stylem dítě vysloví hlásku abecedy. Když udělá chybu ve skoku či abecedě, musí do 3 sekund vyslovit název květiny začínající písmenem, kde udělal chybu. Když si nevzpomene, vypadne ze hry, pokračuje další dítě. 

## El Reloj
Jedná se o hru původem z Peru. Dvojice dětí točí dlouhým švihadlem, ostatní v kruhu jej probíhají a skáčou hodiny. První hráč jen podběhne, druhý přeskočí jednou, druhý dvakrát atd., až do dvanácti. Kdo udělá chybu, vystřídá jedno z dětí točících švihadlem. 

## Štěstí neštěstí
Jedno z dětí drží švihadlo jen za jeden konec a točí ho kolem sebe. Přitom odříkává jiné slovo, např. láska, bohatství, nemoc. Ostatní stojí v kruhu a letící švihadlo přeskakují. Kdo škobrtne, tomu se řekne: budeš mít svou lásku, budeš bohatý, budeš nemocný. 